# Golf van Egina
De Golf van Egina (Grieks: Σαρωνικός κόλπος, Saronikós Kólpos), ook wel Saronische Golf genoemd, is de naam van het gedeelte van de Egeïsche Zee dat ligt tussen de Griekse schiereilanden Argolis en Attica.
De benaming is afgeleid van Saron, een mythische koning van de stad Troizen, en de Nederlandse benaming Golf van Saronikos, die men soms aantreft, is taalkundig gesproken foutief, want het Griekse adjectief saronikós betekent Saronisch, (d.i. van Saron).
Omdat Athene en de industriële zones van Elefsina, Salamina en Korinthe hun afvalwater in zee lozen, zijn vooral de noordoostelijke kusten van de Golf van Egina sterk vervuild. De zuidwestelijke kusten zijn daarentegen relatief ongerept. De waterkwaliteit in de Saronische Golf is sterk verbeterd vanwege de rioolwaterzuivering op het eiland Psyttaleia.
Verspreid in de Golf van Egina liggen verschillende eilanden (de "Saronische Eilanden"), waarvan Salamina, Egina en Poros de grootste zijn.